# Любкер, Фридрих
Фри́дрих Ге́нрих Кристиа́н Лю́бкер (нем. Friedrich Heinrich Christian Lübker; 18 августа 1811, Хузум — 10 октября 1867, Фленсбург) — немецкий классический филолог и педагог.

## Биография
Родился в семье хузумского компастора Детлефа Лоренца Любкера (1773–1852). С 12 лет Любкер обучался в школе Германа Таста в Хузуме. В 1826 году в возрасте 16 лет он начал изучать филологию и теологию в университете Киля. В 1830 году Любкер продолжил своё обучение в Берлинском университете. В 1832 году он получил в Киле степень доктора философии.
Фридрих Любкер начал свою карьеру в качестве помощника преподавателя в Хузумской гимназии, а затем работал первым преподавателем в Бурместерском частном институте в Гамбурге. В 1834 году он преподавал в городской гимназии в Висмаре. В 1835 году работал заместителем директора в соборной школе в Шлезвиге.
В 1848 году временным правительством земли Шлезвиг-Гольштейн назначен ректором Старой гимназии во Фленсбурге, а в 1850 году лишился должности по распоряжению датского правительства. Позже работал ректором в Плёне. В 1850-1851 годах был членом Национального собрания и входил в Комиссию по созданию закона об образовании.
В 1851 году Любкер был назначен директором гимназии в Пархиме. В 1860 году получил степень почётного доктора богословия Гёттингенского университета. В 1863 году по собственному желанию сложил с себя обязанности директора и переехал из Пархима в Брауншвейг, где занялся научной работой. В 1864 году приглашён властями Шлезвиг-Гольштейна для реорганизации системы среднего образования. Позже был назначен директором гимназии во Фленсбурге.

## Сочинения
Наиболее известной работой Любкера является «Реальный словарь классических древностей», изданный в 1855 году. Также им написаны работы по филологии, богословию и педагогике:
- Zum religiösen Bewußtsein bei den Hellenen, 1849
- Die Sophokleische Theologie und Ethik, 1851—1855
- Schriften zur Philologie und Pädagogik, 1852—1858
- Beiträge zur Theologie und Ethik des Euripides, 1863
- Propyläen zu einer Theologie des classischen Alterthums, in den Studien und Kritiken, 1861
- Vorträge über Bildung und Christenthum, 1863
- Grundzüge der Erziehung und Bildung für daß deutsche Haus, 1865

Любкером написано множество биографий, например, к протестантскому календарю им были написаны биографии Рабана Мавра, Алкуина и др.
- Lebensbilder aus dem letztverflossenen Jahrhundert deutscher Wissenschaft und Litteratur, 1862
- G. W. Nitzsch nach seinem Leben und Wirken, 1864
- Julian der Abtrünnige, 1864